# HATS-53
HATS-53, TOI-1929 — одиночная звезда в созвездии Гидры на расстоянии около 1856 световых лет (около 569 парсек) от Солнца. Видимая звёздная величина звезды — +13,79m. Возраст звезды определён как около 5,58 млрд лет.
Вокруг звезды обращается, как минимум, одна планета.

## Характеристики
HATS-53 — жёлтый карлик спектрального класса G4V. Масса — около 1,04 солнечной, радиус — около 1,1 солнечного, светимость — около 0,939 солнечной. Эффективная температура — около 5368 K.

## Планетная система
В 2017 году командой астрономов, работающих в рамках обзора HATSouth, было объявлено об открытии планеты HATS-53 b.